# Wybory parlamentarne w Bułgarii w 2017 roku
Wybory parlamentarne w Bułgarii w 2017 roku zostały przeprowadzone 26 marca 2017. W ich wyniku wybrano 240 posłów do Zgromadzenia Narodowego 44. kadencji. Frekwencja wyniosła 54,07%.
Były to wybory przedterminowe, przeprowadzone niespełna dwa i pół roku po również przedterminowych wyborach z 2014. W listopadzie 2016, po porażce kandydatki partii GERB Cecki Caczewej w wyborach prezydenckich, Bojko Borisow podał się do dymisji z urzędu premiera. Nie podjął się misji utworzenia nowego rządu, również dwóch kolejnych wskazanych kandydatów nie było w stanie stworzyć kolejnego gabinetu. W konsekwencji nowo zaprzysiężony prezydent Rumen Radew 24 stycznia 2017 rozpisał wybory, a na premiera rządu przejściowego powołał Ognjana Gerdżikowa.
Wybory te zakończyły się kolejnym zwycięstwem opozycyjnej centroprawicowej partii GERB Bojka Borisowa. Swoją poselską reprezentację istotnie zwiększyła Bułgarska Partia Socjalistyczna.

## Wyniki wyborów
| Lista wyborcza                                         | Głosy     | %     | Mandaty | Zmiana |
| ------------------------------------------------------ | --------- | ----- | ------- | ------ |
| GERB                                                   | 1 147 292 | 33,54 | 95      | +11    |
| Bułgarska Partia Socjalistyczna i koalicjanci          | 955 490   | 27,93 | 80      | +41    |
| Zjednoczeni Patrioci (w tym NFSB, WMRO-BND i Ataka)    | 318 513   | 9,31  | 27      | –3     |
| Ruch na rzecz Praw i Wolności                          | 315 976   | 9,24  | 26      | –12    |
| Wola                                                   | 145 637   | 4,26  | 12      | +12    |
| Blok Reformatorski (w tym SDS i DBG)                   | 107 407   | 3,14  | 0       | –23    |
| Tak, Bułgaria!                                         | 101 177   | 2,96  | 0       | –      |
| DOST                                                   | 100 479   | 2,94  | 0       | –      |
| Nowa Republika (w tym DSB)                             | 86 984    | 2,54  | 0       | –      |
| Alternatywa na rzecz Bułgarskiego Odrodzenia i Ruch 21 | 54 412    | 1,59  | 0       | –11    |
| Wyzrażdane                                             | 37 896    | 1,11  | 0       | –      |

Żadna z pozostałych 9 list wyborczych i żaden z kandydatów niezależnych nie przekroczyli progu 0,5% głosów.